# Hidejuki Nagašima
Hidejuki Nagašima (japonsky 長島 偉之 Nagašima Hidejuki) (* 27. května 1953) je bývalý japonský zápasník, volnostylař. V roce 1984 na olympijských hrách v Los Angeles v kategorii do 82 kg vybojoval stříbrnou medaili. V roce 1983 startoval na mistrovství světa, kde obsadil jedenácté místo.